# Streams (tv-serie)
Streams är en svensk humorserie av Felipe Leiva Wenger och Pontus Bjernekull Mörner. Den producerades 2020 av Realisator för SVT. Serien kännetecknades av sina många inhopp av profiler inom Hiphop-Sverige, bland annat Yasin, 1.Cuz och Linda Pira. Serien presenterades av Leiva Wenger på Instagram den 22 september 2020.

## Handling
Serien handlar om den alltid lika driftige magnaten Lilla al-Fadji (Felipe Leiva Wenger, tidigare känd från Lilla Al-Fadji & Co) och hans arbete som manager för den blonda, snälla radhuskillen Robin (Pontus Bjernekull), som han förvandlar till den härdade förortsrapparen Robbish. I serien får man följa parets framgångar och motgångar i arbetet att skapa en hit och få genomslag.

## Avsnitt
| Avsnitt | Avsnittsrubrik | Gäster | Medverkande |
| ------- | -------------- | --- | --- |
| 1       | Hoodmanager    | 1.Cuz, Martin Kayongo-Mutumba, Linda Pira, Rosh, Näääk                                                             | Felipe Leiva Wenger, Pontus Bjernekull Mörner, Abdi Muse Abdi, Yasin Ali, Yorkabel Berhane, Codrin Corbei, Waldemar Eriksson, Leon Holm, Leo Hultinen, Jones Jebali, Lo Kauppi, Ludvig Sturaeus, Burt Von Bolton |
| 2       | Stölden        | Mack Beats | Felipe Leiva Wenger, Pontus Bjernekull Mörner, Waldemar Eriksson, Leon Holm, Ludvig Sturaeus |
| 3       | Signa          | Blizzy, Sami Rekik                                                                                                 | Felipe Leiva Wenger, Pontus Bjernekull Mörner, Victoria Zahmatkesh |
| 4       | Mamma          | Orhan "Big O" Bicen, Faik Bicen, Rosh                                                                              | Felipe Leiva Wenger, Pontus Bjernekull Mörner, Lo kauppi, Tiffany Kronlöf, Burt Von Bolton |
| 5       | Desperato      | - | Felipe Leiva Wenger, Pontus Bjernekull Mörner, Waldemar Eriksson, Leon Holm, Ludvig Sturaeus |
| 6       | Twörkish       | Adouli, Linda Pira                                                                                                 | Felipe Leiva Wenger, Pontus Bjernekull Mörner, Jones Jebali, Tiffany Kronlöf, Adal Debretsion |
| 7       | 100Lax         | Boba (E4an), Jazlin, Näääk, Iman Talabani                                                                          | Felipe Leiva Wenger, Pontus Bjernekull Mörner, Yorkabel Berhane, Codrin Corbei, Waldemar Eriksson, Leon Holm, Ludvig Sturaeus                                                                                    |
| 8       | Boss Battle    | Daniel Boyacioglu, Karin Gunnarsson, Jazlin, Martin Kayongo-Mutumba, Bianca Kronlöf, Dogge Doggelito, Yasin, Näääk | Felipe Leiva Wenger, Pontus Bjernekull Mörner, Abdi Muse Abdi, Yasin Ali, Yorkabel Berhane, Codrin Corbei, Leo Hultinen                                                                                          |